# 陶希托特村
陶希托特村（匈牙利語：Tahitótfalu）是匈牙利佩斯州所辖的一个村。总面积39.17平方公里，总人口5525，人口密度141.1人/平方公里（2011年1月1日）。